# ラッデロウ級護衛駆逐艦
| ラッデロウ級護衛駆逐艦 | ラッデロウ級護衛駆逐艦                                 | ラッデロウ級護衛駆逐艦                                 |
| ---------------------- | ------------------------------------------------------ | ------------------------------------------------------ |
| USS Leslie L. B. Knox  |                                                        |                                                        |
| 艦級概観               |                                                        |                                                        |
| 艦種                   | 護衛駆逐艦                                             | 護衛駆逐艦                                             |
| 艦名                   | 海軍功労者 一番艦は トーマス・ライト・ラッデロウに因む | 海軍功労者 一番艦は トーマス・ライト・ラッデロウに因む |
| 建造数                 | 22隻                                                   | 22隻                                                   |
| 建造期間               | 1943年 - 1945年                                        | 1943年 - 1945年                                        |
| 就役期間               | 1944年 - 1974年                                        | 1944年 - 1974年                                        |
| 前級                   | エドサル級（FMR型）                                    | エドサル級（FMR型）                                    |
| 次級                   | ジョン・C・バトラー級（WGT型）                         | ジョン・C・バトラー級（WGT型）                         |
| 主要諸元例             |                                                        |                                                        |
| 排水量                 | 基準：1,450トン                                        | 基準：1,450トン                                        |
| 排水量                 | 満載：1,760トン                                        |                                                        |
| 全長                   | 93.2 m                                                 | 93.2 m                                                 |
| 全幅                   | 11.1 m                                                 | 11.1 m                                                 |
| 吃水                   | 3.6 m                                                  | 3.6 m                                                  |
| 機関                   | ターボ・エレクトリック方式                             | ターボ・エレクトリック方式                             |
| 機関                   | 水管ボイラー (30.6 kgf/cm², 399℃)                      | 2缶                                                    |
| 機関                   | 蒸気タービン (6,750 shp)                               | 2基                                                    |
| 機関                   | 発電機 (4,600 kW)                                      | 2基                                                    |
| 機関                   | 電動機 (6,000 hp)                                      | 2基                                                    |
| 機関                   | スクリュープロペラ（430rpm）                           | 2軸                                                    |
| 速力                   | 24 ノット                                              | 24 ノット                                              |
| 航続距離               | 6,000海里 (12kt巡航時)                                 | 6,000海里 (12kt巡航時)                                 |
| 乗員                   | 186名 (戦時 200名)                                     | 186名 (戦時 200名)                                     |
| 兵装                   | 38口径12.7cm単装砲                                     | 2基                                                    |
| 兵装                   | 56口径40mm連装機銃                                     | 2基                                                    |
| 兵装                   | 70口径20mm単装機銃                                     | 10基                                                   |
| 兵装                   | ヘッジホッグ対潜迫撃砲                                 | 1基                                                    |
| 兵装                   | 片舷用爆雷投射機（K砲）                                | 8基                                                    |
| 兵装                   | Mk.9爆雷投下軌条                                       | 2条                                                    |
| 兵装                   | 533ミリ3連装魚雷発射管                                 | 1基                                                    |
| GFCS                   | Mk.52 (5インチ砲用)                                    | 1基                                                    |
| GFCS                   | Mk.51 (40mm機銃用)                                     | 1基                                                    |
| レーダー               | SA 対空捜索用                                          | 1基                                                    |
| レーダー               | SU 対水上捜索用                                        | 1基                                                    |
| ソナー                 | QBF 探信儀                                             | 1基                                                    |
| 電子戦                 | 短波方向探知機 (HF/DF)                                 | 短波方向探知機 (HF/DF)                                 |

ラッデロウ級護衛駆逐艦（ラッデロウきゅうごえいくちくかん、英語: Rudderow-class Destroyer Escorts）は、第二次世界大戦後期にアメリカ海軍が建造・保有した護衛駆逐艦の艦級。TEV型 (Turbo-Electolic drive) とも称される。
1944年から運用が開始され、太平洋戦線および大西洋戦線で主に船団護衛や哨戒任務に従事した。大戦を生き残った艦も1974年までに全艦が除籍された。なお、ネームシップの艦名はトーマス・ライト・ラッデロウに由来する。

## 設計
本級は、1年ほど先行して建造が進められていたバックレイ級護衛駆逐艦（TE型）をもとに、重心降下と砲撃力の強化を図って改設計したものといえる。従来の護衛駆逐艦は重心が高く復原性能に問題があったことから、重心降下のために艦橋構造物は1層低くされている。
主機関はバックレイ級（TE型）と同構成で、ターボ・エレクトリック方式を採用している。ボイラーとしては、商船用のものから発展させて、D形2胴型過熱器付き水管ボイラー（エキスプレス缶）が搭載されており、蒸気性状は、圧力435 lbf/in2 (30.6 kgf/cm2)、温度399℃であった。蒸気タービンは単胴型で、速度複式段落1段と衝動段落9段から構成されており、回転数5,600rpm、単機出力6,750馬力を発揮できた。これと直結された同期発電機は単機発電出力4,600キロワット、電圧2,700ボルト、サイクル93.3ヘルツの三相交流であった。なお抗堪性向上のため、機関配置は缶・機・缶・機の交互配置とされた。前後缶室の煙路を結合した煙突基部が外見上の特徴となっている。

## 装備
艦砲としては、従来の護衛駆逐艦が50口径7.6cm単装砲3門を露天式の単装砲座として装備していたのに対し、本級では、より大口径で大火力の38口径12.7cm砲2門を砲楯付きの単装砲塔と組み合わせて、艦首・艦尾甲板に1基ずつ装備した。これは、護衛駆逐艦が従来は船団護衛に投入されていたのに対し、戦況の推移と戦力の充実を受けて、対潜掃討群（HUKグループ）に編入されて攻勢的に運用されたり、また揚陸戦支援などで艦砲射撃が必要になる状況に対応するためのものである。高角機銃としては、艦橋直前の上部構造物上と後部上部構造物後端に40mm連装機銃を1基ずつ備えていた。射撃指揮装置（FCS）としては、主方位盤が艦橋上に、また副方位盤が後部機銃座の直前に設置されており、当初はいずれもMk.51が用いられたが、のちに主方位盤については測距レーダーを備えたMk.52などに換装されることが多かった。
対潜兵器としては、改修後のGMT型と同様、後甲板に片舷式爆雷投射機（K砲）を片舷4基ずつの計8基、艦尾に爆雷投下軌条2条を設置したほか、艦首甲板の5インチ砲の直後にヘッジホッグMk.10対潜迫撃砲が装備された。これは旋回機構をもたない最初期の対潜前投兵器であるが、非常に優れた対潜火力であった。
長魚雷発射管は、船団護衛時に敵通商破壊艦と交戦する場合を想定した対水上火力であり、3連装として船体中部の上部構造物上に搭載された。ただし実運用上、雷撃の機会が乏しかった一方、航空機の性能向上に伴い防空強化の必要が大きくなっていたことから、戦争後期には魚雷発射管を撤去し、その両側に40mm単装機銃を2基ずつ搭載する改修がなされた艦が多かった。

## 配備
252隻の発注に対して、1944年に180隻が建造中止とされて、72隻が建造された。このうち50隻は建造途上で高速輸送艦（APD）に設計変更されて、クロスレイ級高速輸送艦として就役したことから、本級として建造されたのは22隻であった。
- DE-224 〜 237（4隻; APD改装10隻）
- DE-281 〜 283（APD改装3隻、対英貸与15隻）
- DE-579 〜 606（11隻; APD改装17隻）
- DE-647（APD改装1隻）
- DE-684 〜 692（3隻; APD改装6隻）
- DE-706 〜 722（3隻; APD改装14隻）